# Burham (Ramallah)
Burham, en arabe : بُرهام, est un village du gouvernorat de Ramallah et Al-Bireh en Palestine. Il est situé à 12 km au nord de Ramallah et au centre de la Cisjordanie.
Selon le recensement du bureau central palestinien des statistiques, la localité compte une population de 583 habitants en 2017.